# Хауэлл, Рэб
Рэ́б Ха́уэлл  (англ. Rab Howell; 12 октября 1869, Шеффилд — 22 ноября 1937, Престон, Северо-Западная Англия) — английский футболист, защитник. Первый профессиональный футболист-цыган.

## Биография
Родился в 1869 году. Начинал карьеру в клубах «Эклсфилд» и «Ротерем Свифтс», игравших в некрупных соревнованиях местного уровня. В марте 1890 года подписал контракт с «Шеффилд Юнайтед». В составе «клинков» он стал выступать на позиции защитника, хотя до этого обычно был форвардом. В 1893 году клуб вышел в Первый дивизион, а в сезоне 1897/98 Хауэлл в составе Шеффилд Юнайтед» стал чемпионом Англии.
Вот как охарактеризовал Хауэлла его партнёр по «Шеффилд Юнайтед» Эрнест Нидем:
Цыган по происхождению, возможно, именно его корни дали ему неиссякаемую жизненную энергию. Несомненно, что нет более неутомимого человека, чем Рэб. На правом фланге этот легковесный игрок (57,3 кг) всегда превосходит своих оппонентов. Ему нравится играть против мастеровитых соперников, и если противник увлечется дриблингом, то Хауэлл прилипнет к нему, как пиявка. Я видел много дуэлей между ним и Фредом (Спайксли из «Уэнсдей»), и в целом Хауэлл справлялся с ним. К сожалению, он часто передерживает мяч и не реализует голевые моменты.
В 1898 году Хауэлл был продан в «Ливерпуль» после скандала: в матче против «Сандерленда» он забил два гола в свои ворота и стал подозреваться в «сдаче» игры. Тем не менее, доказательств этому не нашлось. Всего за «Шеффилд Юнайтед» защитник провёл более 200 встреч. За «красных» он сыграл 68 матчей и перешёл в «Престон Норт Энд». В 1903 году Рэб завершил карьеру из-за серьёзной травмы.
Сыграл два матча за сборную Англии: в 1895 году он дебютировал за национальную команду в игре против Ирландии (9:0), в которой сумел отличиться забитым мячом, а через четыре года Хауэлл вышел на поле в поединке с Шотландией. Считается единственным чистокровным румыном, выступавшим за «трёх львов».
Умер Рэб Хауэлл в 1937 году.

## Достижения
- Чемпион Первого дивизиона Футбольной лиги: 1897/98